# Bramling
Bramling est un village situé à cinq miles (8 km) à l'est de Canterbury dans le Kent, en Angleterre. Il se trouve sur la route A257 entre Littlebourne et Wingham. Le pub local est appelée The Haywain.